# Zeger
De voornaam Zeger stamt uit het oud-Germaans en is verwant aan zege, overwinning.

## Enkele naamdragers
- Naam van meerdere burggraven van Gent
- Zeger van Brabant
- Zeger van Boetzelaer
- Zeger Vandersteene